# Cadre-47/2-Europameisterschaft 2003

Logo CEB (ausrichtender Verband)

Veranstaltungsort: Wijchen

Die Cadre-47/2-Europameisterschaft 2003 war das 57. Turnier in dieser Disziplin des Karambolagebillards und fand vom 19. bis zum 23. März 2003 in Wijchen, in der niederländischen Provinz Gelderland statt. Es war die 22. Cadre-47/2-Europameisterschaft in den Niederlanden.

## Geschichte
Bei dieser EM wurden Leistungen der Extraklasse geboten. Bereits in den Qualifikationen gab es hervorragende Leistungen. So schied der Ex-Europameister Henri Tilleman in der Hauptqualifikation mit einem Durchschnitt von 114,00 in zwei Partien aus. Im Hauptturnier gingen die Leistungen weiter. Im Endspiel gewann Dave Christiani gegen den jungen Niederländer  Martien van der Spoel mit 300:255 in einer Aufnahme. Gegen van der Spoel verlor Fabien Blondeel im Halbfinale. Der andere Gruppensieger Patrick Niessen musste sich gegen den späteren Sieger geschlagen geben. Der Turnierdurchschnitt im Hauptturnier von 76,28 wurde bis dahin noch nie erreicht.

## Modus
Gespielt wurden drei Vorqualifikationen bis 200 Punkte. Die Hauptqualifikation wurde bis 250 Punkte gespielt. In der qualifizierten sich die sieben Gruppensieger für das Hauptturnier. Es wurde zwei Gruppen à vier Spieler gebildet. Die beiden Gruppenbesten qualifizierten sich für die KO-Runde. Hier wurde bis 300 Punkte gespielt. Platz drei wurde nicht ausgespielt.
Die Qualifikationsgruppen wurden nach Rangliste gesetzt. Es gab außer dem Titelverteidiger keine gesetzten Spieler mehr für das Hauptturnier.
1. MP = Matchpunkte
2. GD = Generaldurchschnitt
3. HS = Höchstserie

## Qualifikation
| MP    | Match Points (Sieger = 2; Unentschieden = 1; Verlierer = 0) |
| Pkte. | Erzielte Karambolagen                                       |
| Aufn. | Benötigte Versuche                                          |
| GD    | Generaldurchschnitt                                         |
| BED   | Bester Einzeldurchschnitt eines Spielers                    |
| HS    | Höchstserie                                                 |
|       | Bester GD des Turniers                                      |
|       | Bester ED des Turniers                                      |
|       | Beste HS des Turniers                                       |
|       | 1. Platz (Gold)                                             |
|       | 2. Platz (Silber)                                           |
|       | 3. Platz (Bronze)                                           |

### Vor-Vor-Vor-Qualifikation
| Abschlusstabelle Gruppe A | Abschlusstabelle Gruppe A | Abschlusstabelle Gruppe A | Abschlusstabelle Gruppe A | Abschlusstabelle Gruppe A | Abschlusstabelle Gruppe A | Abschlusstabelle Gruppe A | Abschlusstabelle Gruppe A | Abschlusstabelle Gruppe A |
| Platz                     | Name                      | MP                        | Pkte                      | Aufn.                     | GD                        | BED                       | HS                        |                           |
| ------------------------- | ------------------------- | ------------------------- | ------------------------- | ------------------------- | ------------------------- | ------------------------- | ------------------------- | ------------------------- |
| 1                         | Dave Krijnen              | 4:0                       | 400                       | 32                        | 12,50                     | 12,50                     | 61                        |                           |
| 2                         | Dieter Steinberger        | 2:2                       | 370                       | 22                        | 16,81                     | 33,33                     | 110                       |                           |
| 3                         | Bart Wellert              | 0:4                       | 154                       | 22                        | 7,00                      | –                         | 41                        |                           |

| Abschlusstabelle Gruppe B | Abschlusstabelle Gruppe B | Abschlusstabelle Gruppe B | Abschlusstabelle Gruppe B | Abschlusstabelle Gruppe B | Abschlusstabelle Gruppe B | Abschlusstabelle Gruppe B | Abschlusstabelle Gruppe B | Abschlusstabelle Gruppe B |
| Platz                     | Name                      | MP                        | Pkte                      | Aufn.                     | GD                        | BED                       | HS                        |                           |
| ------------------------- | ------------------------- | ------------------------- | ------------------------- | ------------------------- | ------------------------- | ------------------------- | ------------------------- | ------------------------- |
| 1                         | Frédéric Caudron          | 4:0                       | 400                       | 7                         | 57,14                     | 100,00                    | 199                       |                           |
| 2                         | Erwin van den Heuvel      | 2:2                       | 207                       | 11                        | 18,81                     | 33,33                     | 87                        |                           |
| 3                         | Hugues Delgove            | 0:4                       | 183                       | 8                         | 22,87                     | –                         | 147                       |                           |

| Abschlusstabelle Gruppe C | Abschlusstabelle Gruppe C | Abschlusstabelle Gruppe C | Abschlusstabelle Gruppe C | Abschlusstabelle Gruppe C | Abschlusstabelle Gruppe C | Abschlusstabelle Gruppe C | Abschlusstabelle Gruppe C | Abschlusstabelle Gruppe C |
| Platz                     | Name                      | MP                        | Pkte                      | Aufn.                     | GD                        | BED                       | HS                        |                           |
| ------------------------- | ------------------------- | ------------------------- | ------------------------- | ------------------------- | ------------------------- | ------------------------- | ------------------------- | ------------------------- |
| 1                         | Alain Rémond              | 4:0                       | 400                       | 9                         | 44,44                     | 100,00                    | 142                       |                           |
| 2                         | George Sakkas             | 1:3                       | 225                       | 12                        | 18,75                     | 20,00                     | 130                       |                           |
| 3                         | Davy van Geel             | 1:3                       | 312                       | 17                        | 18,35                     | 20,00                     | 67                        |                           |

| Abschlusstabelle Gruppe D | Abschlusstabelle Gruppe D | Abschlusstabelle Gruppe D | Abschlusstabelle Gruppe D | Abschlusstabelle Gruppe D | Abschlusstabelle Gruppe D | Abschlusstabelle Gruppe D | Abschlusstabelle Gruppe D | Abschlusstabelle Gruppe D |
| Platz                     | Name                      | MP                        | Pkte                      | Aufn.                     | GD                        | BED                       | HS                        |                           |
| ------------------------- | ------------------------- | ------------------------- | ------------------------- | ------------------------- | ------------------------- | ------------------------- | ------------------------- | ------------------------- |
| 1                         | Bernard Villiers          | 4:0                       | 400                       | 9                         | 44,44                     | 66,66                     | 112                       |                           |
| 2                         | John van der Stappen      | 2:2                       | 267                       | 16                        | 16,68                     | 15,38                     | 67                        |                           |
| 3                         | Robby Sonck               | 0:4                       | 287                       | 19                        | 15,10                     | –                         | 72                        |                           |

| Abschlusstabelle Gruppe E | Abschlusstabelle Gruppe E | Abschlusstabelle Gruppe E | Abschlusstabelle Gruppe E | Abschlusstabelle Gruppe E | Abschlusstabelle Gruppe E | Abschlusstabelle Gruppe E | Abschlusstabelle Gruppe E | Abschlusstabelle Gruppe E |
| Platz                     | Name                      | MP                        | Pkte                      | Aufn.                     | GD                        | BED                       | HS                        |                           |
| ------------------------- | ------------------------- | ------------------------- | ------------------------- | ------------------------- | ------------------------- | ------------------------- | ------------------------- | ------------------------- |
| 1                         | Udo Mielke                | 4:0                       | 400                       | 15                        | 26,66                     | 33,33                     | 114                       |                           |
| 2                         | Carlos Tuset              | 0:4                       | 206                       | 15                        | 13,73                     | –                         | 57                        |                           |

### Vor-Vor-Qualifikation
| Abschlusstabelle Gruppe A | Abschlusstabelle Gruppe A | Abschlusstabelle Gruppe A | Abschlusstabelle Gruppe A | Abschlusstabelle Gruppe A | Abschlusstabelle Gruppe A | Abschlusstabelle Gruppe A | Abschlusstabelle Gruppe A | Abschlusstabelle Gruppe A |
| Platz                     | Name                      | MP                        | Pkte                      | Aufn.                     | GD                        | BED                       | HS                        |                           |
| ------------------------- | ------------------------- | ------------------------- | ------------------------- | ------------------------- | ------------------------- | ------------------------- | ------------------------- | ------------------------- |
| 1                         | Fabien Canonne            | 4:0                       | 400                       | 21                        | 19,04                     | 22,22                     | 96                        |                           |
| 2                         | Dave Krijnen              | 2:2                       | 392                       | 15                        | 26,13                     | 33,33                     | 132                       |                           |
| 3                         | Wim van Deventer          | 0:4                       | 286                       | 18                        | 15,88                     | –                         | 105                       |                           |

| Abschlusstabelle Gruppe B | Abschlusstabelle Gruppe B | Abschlusstabelle Gruppe B | Abschlusstabelle Gruppe B | Abschlusstabelle Gruppe B | Abschlusstabelle Gruppe B | Abschlusstabelle Gruppe B | Abschlusstabelle Gruppe B | Abschlusstabelle Gruppe B |
| Platz                     | Name                      | MP                        | Pkte                      | Aufn.                     | GD                        | BED                       | HS                        |                           |
| ------------------------- | ------------------------- | ------------------------- | ------------------------- | ------------------------- | ------------------------- | ------------------------- | ------------------------- | ------------------------- |
| 1                         | Udo Mielke                | 4:0                       | 400                       | 20                        | 20,00                     | 40,00                     | 107                       |                           |
| 2                         | David Jacquet             | 2:2                       | 224                       | 12                        | 18,66                     | 28,57                     | 96                        |                           |
| 3                         | Janis Ziogas              | 0:4                       | 178                       | 22                        | 8,09                      | –                         | 47                        |                           |

| Abschlusstabelle Gruppe C | Abschlusstabelle Gruppe C | Abschlusstabelle Gruppe C | Abschlusstabelle Gruppe C | Abschlusstabelle Gruppe C | Abschlusstabelle Gruppe C | Abschlusstabelle Gruppe C | Abschlusstabelle Gruppe C | Abschlusstabelle Gruppe C |
| Platz                     | Name                      | MP                        | Pkte                      | Aufn.                     | GD                        | BED                       | HS                        |                           |
| ------------------------- | ------------------------- | ------------------------- | ------------------------- | ------------------------- | ------------------------- | ------------------------- | ------------------------- | ------------------------- |
| 1                         | Bernard Villiers          | 4:0                       | 400                       | 10                        | 40,00                     | 50,00                     | 162                       |                           |
| 2                         | Peter Volleberg           | 2:2                       | 213                       | 6                         | 35,50                     | 100,00                    | 194                       |                           |
| 3                         | Nicolas Gerassimopoulos   | 0:4                       | 164                       | 8                         | 20,50                     | –                         | 66                        |                           |

| Abschlusstabelle Gruppe D | Abschlusstabelle Gruppe D | Abschlusstabelle Gruppe D | Abschlusstabelle Gruppe D | Abschlusstabelle Gruppe D | Abschlusstabelle Gruppe D | Abschlusstabelle Gruppe D | Abschlusstabelle Gruppe D | Abschlusstabelle Gruppe D |
| Platz                     | Name                      | MP                        | Pkte                      | Aufn.                     | GD                        | BED                       | HS                        |                           |
| ------------------------- | ------------------------- | ------------------------- | ------------------------- | ------------------------- | ------------------------- | ------------------------- | ------------------------- | ------------------------- |
| 1                         | Alain Rémond              | 4:0                       | 400                       | 7                         | 57,14                     | 66,66                     | 198                       |                           |
| 2                         | Ludger Havlik             | 2:2                       | 349                       | 9                         | 38,77                     | 40,00                     | 141                       |                           |
| 3                         | Wiel van Gemert           | 0:4                       | 51                        | 8                         | 6,37                      | –                         | 20                        |                           |

| Abschlusstabelle Gruppe E | Abschlusstabelle Gruppe E | Abschlusstabelle Gruppe E | Abschlusstabelle Gruppe E | Abschlusstabelle Gruppe E | Abschlusstabelle Gruppe E | Abschlusstabelle Gruppe E | Abschlusstabelle Gruppe E | Abschlusstabelle Gruppe E |
| Platz                     | Name                      | MP                        | Pkte                      | Aufn.                     | GD                        | BED                       | HS                        |                           |
| ------------------------- | ------------------------- | ------------------------- | ------------------------- | ------------------------- | ------------------------- | ------------------------- | ------------------------- | ------------------------- |
| 1                         | Frédéric Caudron          | 4:0                       | 400                       | 5                         | 80,00                     | 100,00                    | 200                       |                           |
| 2                         | Michael van Bochem        | 2:2                       | 221                       | 7                         | 31,57                     | 50,00                     | 118                       |                           |
| 3                         | Marc Daudignac            | 0:4                       | 5                         | 6                         | 0,83                      | –                         | 3                         |                           |

| Abschlusstabelle Gruppe F | Abschlusstabelle Gruppe F | Abschlusstabelle Gruppe F | Abschlusstabelle Gruppe F | Abschlusstabelle Gruppe F | Abschlusstabelle Gruppe F | Abschlusstabelle Gruppe F | Abschlusstabelle Gruppe F | Abschlusstabelle Gruppe F |
| Platz                     | Name                      | MP                        | Pkte                      | Aufn.                     | GD                        | BED                       | HS                        |                           |
| ------------------------- | ------------------------- | ------------------------- | ------------------------- | ------------------------- | ------------------------- | ------------------------- | ------------------------- | ------------------------- |
| 1                         | Dennis Timmers            | 4:0                       | 400                       | 11                        | 36,36                     | 40,00                     | 123                       |                           |
| 2                         | Johann Petit              | 0:4                       | 196                       | 11                        | 17,81                     | –                         | 62                        |                           |

| Abschlusstabelle Gruppe G | Abschlusstabelle Gruppe G | Abschlusstabelle Gruppe G | Abschlusstabelle Gruppe G | Abschlusstabelle Gruppe G | Abschlusstabelle Gruppe G | Abschlusstabelle Gruppe G | Abschlusstabelle Gruppe G | Abschlusstabelle Gruppe G |
| Platz                     | Name                      | MP                        | Pkte                      | Aufn.                     | GD                        | BED                       | HS                        |                           |
| ------------------------- | ------------------------- | ------------------------- | ------------------------- | ------------------------- | ------------------------- | ------------------------- | ------------------------- | ------------------------- |
| 1                         | Jean Francois Florent     | 4:0                       | 400                       | 9                         | 44,44                     | 50,00                     | 163                       |                           |
| 2                         | Markus Melerski           | 2:2                       | 253                       | 13                        | 19,46                     | 22,22                     | 65                        |                           |
| 3                         | Francisco Fortiana        | 0:4                       | 194                       | 14                        | 13,85                     | –                         | 53                        |                           |

### Vor-Qualifikation
| Abschlusstabelle Gruppe A | Abschlusstabelle Gruppe A | Abschlusstabelle Gruppe A | Abschlusstabelle Gruppe A | Abschlusstabelle Gruppe A | Abschlusstabelle Gruppe A | Abschlusstabelle Gruppe A | Abschlusstabelle Gruppe A | Abschlusstabelle Gruppe A |
| Platz                     | Name                      | MP                        | Pkte                      | Aufn.                     | GD                        | BED                       | HS                        |                           |
| ------------------------- | ------------------------- | ------------------------- | ------------------------- | ------------------------- | ------------------------- | ------------------------- | ------------------------- | ------------------------- |
| 1                         | Fabien Canonne            | 4:0                       | 400                       | 15                        | 26,66                     | 40,00                     | 77                        |                           |
| 2                         | Xavier Carrer             | 2:2                       | 235                       | 9                         | 26,11                     | 50,00                     | 125                       |                           |
| 3                         | Ferdinand Polman          | 0:4                       | 242                       | 14                        | 17,28                     | –                         | 78                        |                           |

| Abschlusstabelle Gruppe B | Abschlusstabelle Gruppe B | Abschlusstabelle Gruppe B | Abschlusstabelle Gruppe B | Abschlusstabelle Gruppe B | Abschlusstabelle Gruppe B | Abschlusstabelle Gruppe B | Abschlusstabelle Gruppe B | Abschlusstabelle Gruppe B |
| Platz                     | Name                      | MP                        | Pkte                      | Aufn.                     | GD                        | BED                       | HS                        |                           |
| ------------------------- | ------------------------- | ------------------------- | ------------------------- | ------------------------- | ------------------------- | ------------------------- | ------------------------- | ------------------------- |
| 1                         | Sjors van Ginneken        | 3:1                       | 400                       | 6                         | 66,66                     | 100,00                    | 200                       |                           |
| 2                         | Jean Francois Florent     | 3:1                       | 400                       | 9                         | 44,44                     | 50,00                     | 149                       |                           |
| 3                         | Wiljan van den Heuvel     | 0:4                       | 209                       | 7                         | 29,85                     | –                         | 109                       |                           |

| Abschlusstabelle Gruppe C | Abschlusstabelle Gruppe C | Abschlusstabelle Gruppe C | Abschlusstabelle Gruppe C | Abschlusstabelle Gruppe C | Abschlusstabelle Gruppe C | Abschlusstabelle Gruppe C | Abschlusstabelle Gruppe C | Abschlusstabelle Gruppe C |
| Platz                     | Name                      | MP                        | Pkte                      | Aufn.                     | GD                        | BED                       | HS                        |                           |
| ------------------------- | ------------------------- | ------------------------- | ------------------------- | ------------------------- | ------------------------- | ------------------------- | ------------------------- | ------------------------- |
| 1                         | Alain Rémond              | 4:0                       | 400                       | 9                         | 44,44                     | 50,00                     | 195                       |                           |
| 2                         | Marek Faus                | 2:2                       | 244                       | 12                        | 20,33                     | 25,00                     | 158                       |                           |
| 3                         | Ad Klijn                  | 0:4                       | 227                       | 13                        | 17,46                     | –                         | 111                       |                           |

| Abschlusstabelle Gruppe D | Abschlusstabelle Gruppe D | Abschlusstabelle Gruppe D | Abschlusstabelle Gruppe D | Abschlusstabelle Gruppe D | Abschlusstabelle Gruppe D | Abschlusstabelle Gruppe D | Abschlusstabelle Gruppe D | Abschlusstabelle Gruppe D |
| Platz                     | Name                      | MP                        | Pkte                      | Aufn.                     | GD                        | BED                       | HS                        |                           |
| ------------------------- | ------------------------- | ------------------------- | ------------------------- | ------------------------- | ------------------------- | ------------------------- | ------------------------- | ------------------------- |
| 1                         | René Luysterburg          | 4:0                       | 400                       | 9                         | 44,44                     | 66,66                     | 135                       |                           |
| 2                         | Jérémie Picart            | 2:2                       | 211                       | 14                        | 15,07                     | 18,18                     | 56                        |                           |
| 3                         | Udo Mielke                | 0:4                       | 202                       | 17                        | 11,88                     | –                         | 94                        |                           |

| Abschlusstabelle Gruppe E | Abschlusstabelle Gruppe E | Abschlusstabelle Gruppe E | Abschlusstabelle Gruppe E | Abschlusstabelle Gruppe E | Abschlusstabelle Gruppe E | Abschlusstabelle Gruppe E | Abschlusstabelle Gruppe E | Abschlusstabelle Gruppe E |
| Platz                     | Name                      | MP                        | Pkte                      | Aufn.                     | GD                        | BED                       | HS                        |                           |
| ------------------------- | ------------------------- | ------------------------- | ------------------------- | ------------------------- | ------------------------- | ------------------------- | ------------------------- | ------------------------- |
| 1                         | Esteve Mata               | 4:0                       | 400                       | 12                        | 33,33                     | 66,66                     | 186                       |                           |
| 2                         | Dennis Timmers            | 2:2                       | 335                       | 16                        | 20,93                     | 28,57                     | 198                       |                           |
| 3                         | Laurent Guénet            | 0:4                       | 203                       | 10                        | 20,30                     | –                         | 99                        |                           |

| Abschlusstabelle Gruppe F | Abschlusstabelle Gruppe F | Abschlusstabelle Gruppe F | Abschlusstabelle Gruppe F | Abschlusstabelle Gruppe F | Abschlusstabelle Gruppe F | Abschlusstabelle Gruppe F | Abschlusstabelle Gruppe F | Abschlusstabelle Gruppe F |
| Platz                     | Name                      | MP                        | Pkte                      | Aufn.                     | GD                        | BED                       | HS                        |                           |
| ------------------------- | ------------------------- | ------------------------- | ------------------------- | ------------------------- | ------------------------- | ------------------------- | ------------------------- | ------------------------- |
| 1                         | Bernard Villiers          | 4:0                       | 400                       | 17                        | 23,52                     | 33,33                     | 54                        |                           |
| 2                         | Patrick Dupont            | 2:2                       | 373                       | 11                        | 33,90                     | 40,00                     | 120                       |                           |
| 3                         | Arnd Riedel               | 0:4                       | 220                       | 16                        | 13,75                     | –                         | 68                        |                           |

| Abschlusstabelle Gruppe G | Abschlusstabelle Gruppe G | Abschlusstabelle Gruppe G | Abschlusstabelle Gruppe G | Abschlusstabelle Gruppe G | Abschlusstabelle Gruppe G | Abschlusstabelle Gruppe G | Abschlusstabelle Gruppe G | Abschlusstabelle Gruppe G |
| Platz                     | Name                      | MP                        | Pkte                      | Aufn.                     | GD                        | BED                       | HS                        |                           |
| ------------------------- | ------------------------- | ------------------------- | ------------------------- | ------------------------- | ------------------------- | ------------------------- | ------------------------- | ------------------------- |
| 1                         | Eric Castaner             | 4:0                       | 400                       | 3                         | 133,33                    | 200,00                    | 200                       |                           |
| 2                         | Frédéric Caudron          | 2:2                       | 280                       | 4                         | 70,00                     | 66,66                     | 176                       |                           |
| 3                         | Hans Klok                 | 0:4                       | 254                       | 5                         | 50,80                     | –                         | 139                       |                           |

### Haupt-Qualifikation
| 1 | Martien van der Spoel | 3:1 | 500 | 8  | 062,50 | 083,33 | 238 |
| 2 | Bernard Villiers      | 2:2 | 500 | 12 | 041,66 | 050,00 | 152 |
| 3 | Freek Ottenhof        | 1:3 | 284 | 10 | 028,40 | –      | 119 |

| 1 | Louis Edelin       | 4:0 | 500 | 8  | 62,50 | 250,00 | 250 |
| 2 | Philippe Deraes    | 2:2 | 419 | 8  | 52,37 | 35,71  | 169 |
| 3 | Sjors van Ginneken | 0:4 | 268 | 14 | 19,14 | –      | 133 |

| 1 | Fabian Blondeel | 4:0 | 500 | 8  | 62,50 | 125,00 | 248 |
| 2 | Rini Megens     | 2:2 | 307 | 15 | 20,46 | 19,23  | 71  |
| 3 | Fabien Canonne  | 0:4 | 299 | 19 | 15,73 | –      | 88  |

| 1 | Michel van Silfhout | 4:0 | 250 | 9  | 27,77 | 31,25 | 71  |
| 2 | Arnim Kahofer       | 2:2 | 464 | 12 | 38,66 | 62,50 | 193 |
| 3 | Esteve Mata         | 0:4 | 24  | 5  | 4,80  | –     | 11  |

| 1 | Patrick Niessen  | 4:0 | 500 | 6 | 83,33 | 125,00 | 247 |
| 2 | Brahim Djoubri   | 2:2 | 325 | 5 | 65,00 | 83,33  | 199 |
| 3 | René Luysterburg | 0:4 | 101 | 7 | 14,42 | –      | 48  |

| 1 | Dave Christiani | 4:0 | 500 | 8 | 62,50 | 83,33 | 208 |
| 2 | Rafael Garcia   | 2:2 | 439 | 9 | 48,77 | 62,50 | 125 |
| 3 | Alain Rémond    | 0:4 | 190 | 7 | 27,14 | –     | 107 |

| 1 | Eric Castaner    | 4:0 | 500 | 10 | 50,00  | 125,00 | 219 |
| 2 | Henri Tilleman   | 2:2 | 342 | 3  | 114,00 | 250,00 | 250 |
| 3 | Thomas Nockemann | 0:4 | 170 | 9  | 18,88  | –      | 91  |

Anmerkung: Esteve Mata musste das Match gegen Michel van Silfhout krankheitsbedingt beenden. 2:0 MP für van Silfhout

## Hauptturnier

### Gruppenphase
| Abschlusstabelle Gruppe A | Abschlusstabelle Gruppe A | Abschlusstabelle Gruppe A | Abschlusstabelle Gruppe A | Abschlusstabelle Gruppe A | Abschlusstabelle Gruppe A | Abschlusstabelle Gruppe A | Abschlusstabelle Gruppe A |
| Platz                     | Name                      | MP                        | Pkt.                      | Aufn.                     | GD                        | BED                       | HS                        |
| ------------------------- | ------------------------- | ------------------------- | ------------------------- | ------------------------- | ------------------------- | ------------------------- | ------------------------- |
| 1                         | Fabian Blondeel           | 4:2                       | 626                       | 6                         | 104,33                    | 150,00                    | 157                       |
| 2                         | Dave Christiani           | 4:2                       | 624                       | 8                         | 78,00                     | 150,00                    | 300                       |
| 3                         | Eric Castaner             | 4:2                       | 600                       | 8                         | 75,00                     | 100,00                    | 224                       |
| 4                         | Xavier Gretillat          | 0:6                       | 403                       | 8                         | 50,37                     | –                         | 164                       |

| Abschlusstabelle Gruppe B | Abschlusstabelle Gruppe B | Abschlusstabelle Gruppe B | Abschlusstabelle Gruppe B | Abschlusstabelle Gruppe B | Abschlusstabelle Gruppe B | Abschlusstabelle Gruppe B | Abschlusstabelle Gruppe B |
| Platz                     | Name                      | MP                        | Pkt.                      | Aufn.                     | GD                        | BED                       | HS                        |
| ------------------------- | ------------------------- | ------------------------- | ------------------------- | ------------------------- | ------------------------- | ------------------------- | ------------------------- |
| 1                         | Patrick Niessen           | 4:2                       | 864                       | 8                         | 108,00                    | 300,00                    | 300                       |
| 2                         | Martien van der Spoel     | 4:2                       | 664                       | 15                        | 44,26                     | 60,00                     | 91                        |
| 3                         | Louis Edelin              | 2:4                       | 818                       | 10                        | 81,80                     | 100,00                    | 225                       |
| 4                         | Michel van Silfhout       | 2:4                       | 439                       | 9                         | 48,77                     | 150,00                    | 166                       |

### KO-Phase
|  | Halbfinale            | Halbfinale | Halbfinale | Halbfinale | Halbfinale | Halbfinale |                 |                       | Finale | Finale | Finale | Finale | Finale | Finale |
|  |                       |            |            |            |            |            |                 |                       |        |        |        |        |        |        |
|  |                       | MP         | Pkte.      | Aufn.      | ED         | HS         |                 |                       |        |        |        |        |        |        |
|  |                       | MP         | Pkte.      | Aufn.      | ED         | HS         |                 |                       |        |        |        |        |        |        |
|  | Patrick Niessen       | 0          | 203        | 3          | 67,66      | 178        |                 |                       |        |        |        |        |        |        |
|  | Patrick Niessen       | 0          | 203        | 3          | 67,66      | 178        |                 | MP                    | Pkte.  | Aufn.  | ED     | HS     |        |        |
|  | Dave Christiani       | 2          | 300        | 3          | 100,00     | 164        |                 | MP                    | Pkte.  | Aufn.  | ED     | HS     |        |        |
|  | Dave Christiani       | 2          | 300        | 3          | 100,00     | 164        | Dave Christiani | 2                     | 300    | 1      | 300,00 | 300    |        |        |
|  |                       | MP         | Pkte.      | Aufn.      | ED         | HS         | Dave Christiani | 2                     | 300    | 1      | 300,00 | 300    |        |        |
|  |                       | MP         | Pkte.      | Aufn.      | ED         | HS         |                 | Martien van der Spoel | 0      | 255    | 1      | 255,00 | 255    |        |
|  | Martien van der Spoel | 2          | 300        | 2          | 150,00     | 241        |                 | Martien van der Spoel | 0      | 255    | 1      | 255,00 | 255    |        |
|  | Martien van der Spoel | 2          | 300        | 2          | 150,00     | 241        |                 |                       |        |        |        |        |        |        |
|  | Fabian Blondeel       | 0          | 12         | 2          | 6,00       | 9          |                 |                       |        |        |        |        |        |        |
|  | Fabian Blondeel       | 0          | 12         | 2          | 6,00       | 9          |                 |                       |        |        |        |        |        |        |

## Abschlusstabelle
| MP    | Match Points (Sieger = 2; Unentschieden = 1; Verlierer = 0) |
| Pkte. | Erzielte Karambolagen                                       |
| Aufn. | Benötigte Versuche                                          |
| GD    | Generaldurchschnitt                                         |
| BED   | Bester Einzeldurchschnitt eines Spielers                    |
| HS    | Höchstserie                                                 |
|       | Bester GD des Turniers                                      |
|       | Bester ED des Turniers                                      |
|       | Beste HS des Turniers                                       |
|       | 1. Platz (Gold)                                             |
|       | 2. Platz (Silber)                                           |
|       | 3. Platz (Bronze)                                           |

| Phase                                | Platz | Name                  | MP  | Pkt. | Aufn. | GD     | BED    | HS  |
| ------------------------------------ | ----- | --------------------- | --- | ---- | ----- | ------ | ------ | --- |
| Finale                               | 1     | Dave Christiani       | 8:2 | 1224 | 12    | 102,00 | 300,00 | 300 |
| Finale                               | 2     | Martien van der Spoel | 6:4 | 1219 | 18    | 67,72  | 150,00 | 255 |
| Halb- finale                         | 3     | Patrick Niessen       | 4:4 | 1067 | 11    | 97,00  | 300,00 | 300 |
| Halb- finale                         | 3     | Fabian Blondeel       | 4:4 | 638  | 8     | 79,75  | 150,00 | 157 |
| Gruppen- phase                       | 5     | Eric Castaner         | 4:2 | 600  | 8     | 75,00  | 100,00 | 224 |
| Gruppen- phase                       | 6     | Louis Edelin          | 2:4 | 818  | 10    | 81,80  | 100,00 | 225 |
| Gruppen- phase                       | 7     | Michel van Silfhout   | 2:4 | 439  | 9     | 48,77  | 150,00 | 166 |
| Gruppen- phase                       | 8     | Xavier Gretillat      | 0:6 | 403  | 8     | 50,37  | –      | 164 |
| Turnierdurchschnitt: Endrunde: 76,28 |       |                       |     |      |       |        |        |     |